# Shirley (romanzo)
Shirley è un romanzo sociale della scrittrice Charlotte Brontë, pubblicato nel 1849.

## Trama
Ambientato nello Yorkshire, il romanzo è incentrato sulle vicende di tre personaggi principali - Robert, Caroline e Shirley - i cui destini sono legati inscindibilmente.
Il primo ad apparire è Robert Moore, imprenditore tessile forestiero che intende apportare delle migliorie alla sua azienda sfruttando la meccanizzazione. La reazione degli operai è ostile: nelle macchine essi vedono il simbolo non del progresso, bensì della disoccupazione. Robert vive con la sorella Hortense, una donna fiera delle proprie origini non inglesi, avvezza ai litigi con la servitù. Hortense insegna francese alla cugina Caroline Helstone, molto timida e riservata, rimasta orfana e affidata alle cure del burbero zio, il reverendo Mr. Helstone. Caroline, che è segretamente innamorata del cugino Robert, fa conoscenza di Shirley, una ricca e vivace ereditiera nonché vera proprietaria dell'azienda di Mr. Moore. Shirley si trasferisce nella sua magione nello Yorkshire assieme alla sua ex istitutrice, Mrs Prior, in realtà la madre fuggita di Caroline. Nasce una forte amicizia tra Shirley e Caroline, anche se taluni atteggiamenti di Shirley con Mr. Moore rendono difficile capire che tipo di rapporto intercorra effettivamente tra i due. Ciò crea diverse sofferenze a Caroline che cadrà per un non breve periodo gravemente malata. 
Nel frattempo Shirley ospita la famiglia dello zio che si stabilisce nella sua tenuta. La famiglia è al completo quando viene in seguito raggiunta da Henry (cugino più giovane e più amato da Shirley) e dal suo precettore, Louis Moore, fratello di Robert ed Hortense. Nascono vari diverbi fra Shirley e lo zio. Quest'ultimo vorrebbe che la nipote sposasse un suo pari e si sistemasse definitivamente ma, nonostante i tentativi di farla cedere, questa rifiuta tutti i validi pretendenti che ne chiedono la mano. 
Robert Moore, rimasto a lungo a Londra per affari, cade vittima di un attentato al suo rienro nello Yorkshire: questo evento gli permetterà di far chiarezza sui suoi sentimenti. Non essendo mai stato realmente innamorato di Shirley, capisce di essere legato solo a Caroline, l'unica persona che completa la sua anima. Suo fratello Louis, in passato precettore anche di Shirley, abbandona il suo pupillo Henry non prima di aver confessato alla sua ex allieva il suo amore per lei. Si scopre dunque che l'ereditiera è sempre stata affascinata dal tutore e i due decidono di sposarsi.
Il romanzo si chiude con la celebrazione di due matrimoni: quello di Shirley e Louis Moore, e di Caroline con Robert.
L'opera affronta i temi della morte e della solitudine, situazioni che all'epoca l'autrice stava vivendo a causa di drammi familiari, come descritto nel XXIV capitolo, "La valle dell'ombra della morte".

## Edizioni
- (EN) Charlotte Brontë, Shirley, New York, Thomas Y. Crowell & Company, [dopo il 1876]. URL consultato il 3 aprile 2015.
- Shirley, traduzione di G. Cavallotti, Collana I Birilli n.62, Milano, AMZ Editrice, 1966.
- Shirley, traduzione di Franco De Poli, Collana Darling Serie Argento, Milano, Fabri Editore, 1969.
- Shirley, Collana Le Strade n.272, Roma, Fazi, 2016, ISBN 978-88-7625-795-7.
- Shirley, traduzione di Fedora Dei, Collana I MiniMammut n.159, Roma, Newton Compton, 2016, ISBN 978-88-541-9063-4.